# Satoru Maruoka
Satoru Maruoka (japanisch 丸岡 悟 Maruoka Satoru; * 6. Dezember 1997 in der Präfektur Tokushima) ist ein japanischer Fußballspieler.

## Karriere
Maruoka erlernte das Fußballspielen in der Jugendmannschaft von Cerezo Osaka und der Universitätsmannschaft der Kinki-Universität. Seinen ersten Vertrag unterschrieb er 2020 bei Vanraure Hachinohe. Der Verein aus Hachinohe spielte in der dritthöchsten Liga des Landes, der J3 League. Nach drei Spielzeiten, in denen er 50 Ligaspiele bestritt, wechselte er zu Beginn der Saison 2023 zum Viertligisten ReinMeer Aomori FC. Nachdem er hier nicht zum Einsatz gekommen war, wechselte er im Februar 2024 nach Obihiro zum Fünftligisten Hokkaido Tokachi Sky Earth. Mit dem Verein spielt er in der Hokkaido Soccer League.

## Sonstiges
Satoru Maruoka ist der Bruder von Mitsuru Maruoka.